# Liste der Baudenkmäler in Ering

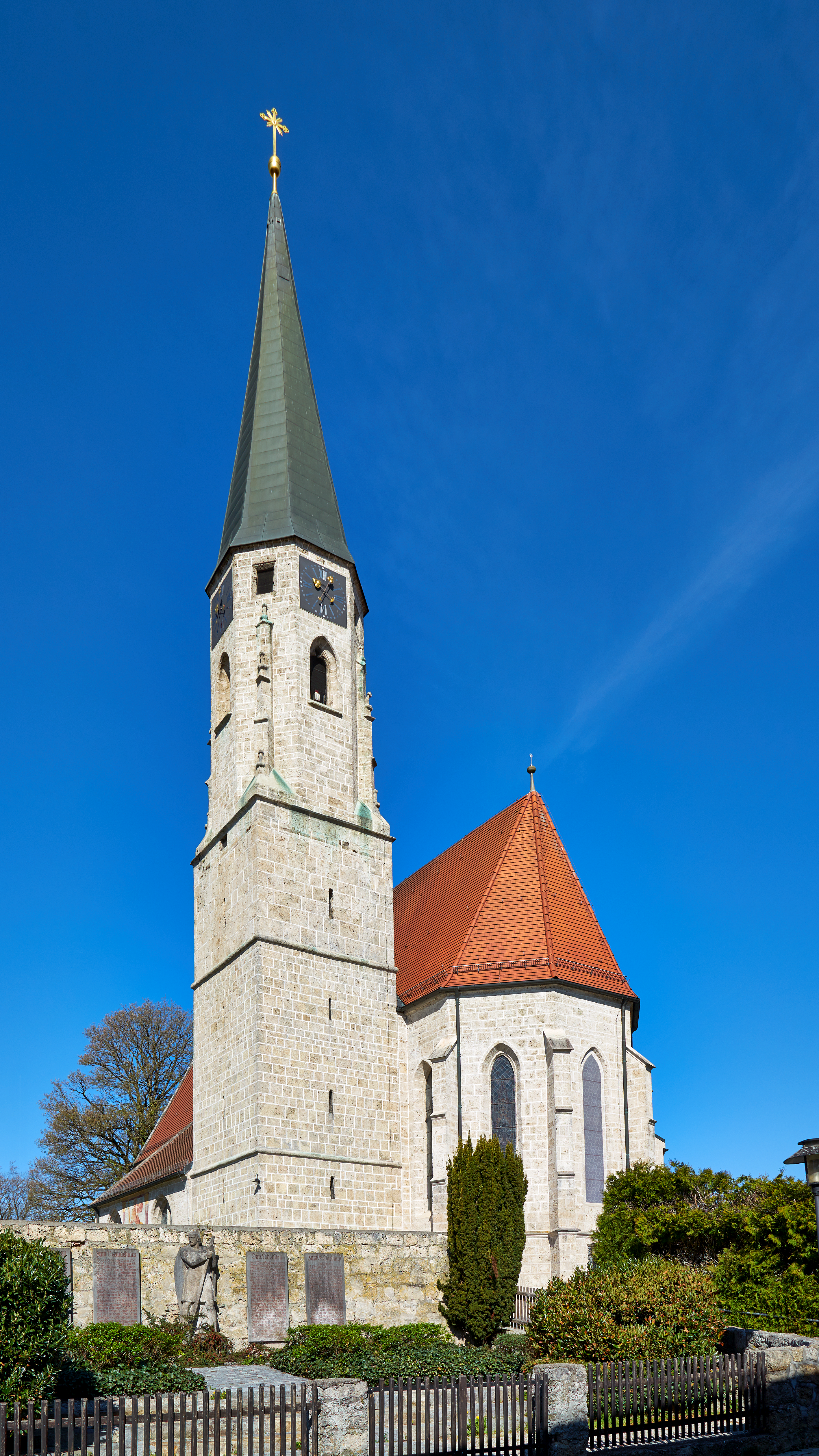
Katholische Pfarrkirche Mariä Himmelfahrt

Auf dieser Seite sind die Baudenkmäler in der niederbayerischen Gemeinde Ering zusammengestellt. Diese Tabelle ist eine Teilliste der Liste der Baudenkmäler in Bayern. Grundlage ist die Bayerische Denkmalliste, die auf Basis des Bayerischen Denkmalschutzgesetzes vom 1. Oktober 1973 erstmals erstellt wurde und seither durch das Bayerische Landesamt für Denkmalpflege geführt wird. Die folgenden Angaben ersetzen nicht die rechtsverbindliche Auskunft der Denkmalschutzbehörde.

## Ensembles

### Ensemble Ortskern Ering
Das Ensemble wird dominiert durch eine stattliche spätgotische Pfarrkirche mit hoher, fast noch wehrhaft anmutender Tuffsteinummauerung des ehemaligen Friedhofs, eine auffallend nah an diese herangerückte Schlossanlage des 18. Jahrhunderts, die selbst nicht auf einem landschaftlich exponierten Terrain, sondern wie der gesamte Ort auf der flachen Talsohle des Inns steht, und die vier die Südseite des Kirchhofs tangierenden Bauten des 18. und 19. Jahrhunderts. Ering feierte 1988 seine 1200-jährige Geschichte. Jedoch geht die Siedlungsgeschichte tatsächlich noch weiter zurück als die älteste urkundliche Nennung von 725, nach der Herzog Hubert drei Hofstellen zu Ering dem heiligen Stephanus (d. h. der Domkirche zu Passau) übereignete. In seiner abwechslungsreichen weltlichen und kirchlichen Geschichte sind die Schenkung der Herrschaft Ering im Jahr 1009 von König Heinrich II. an das Bamberger Stift St. Stephan und der Übergang 1377 mit der Herrschaft von Hals an die Wittelsbacher bemerkenswert. Zur Verwaltung des nur wenig wehrhaften Landgutes haben die Wittelsbacher nordöstlich die Höhenburg Erneck ausgebaut. Nachdem diese 1330 und endgültig 1504 zerstört worden war, scheint der Verwaltungssitz wenigstens die Schutz-Nähe des ursprünglich wohl befestigten Friedhofs gesucht zu haben, wie auch aus der überlieferten Formulierung hervorgeht, dass 1523 die Baumgartner „den gemauerten Sitz zu Ering bei der Pfarrkirche gelegen an der Friedhofmauer“ gekauft haben, dessen Stelle nunmehr die Walmdach-Schlosstrakte des Barock einnehmen. Die Randbebauung an der Südflanke des Kirchhofs machte sich ebenfalls die schwere Kirchhofmauer zunutze, da sie diese als nördliche Hauswand einbezog; die entstandenen Häuser vollziehen zwar die Krümmung der Friedhofsmauer gemeinsam mit, sind aber sonst verschieden gestaltet: mit giebelständigem Satteldach und seitlichem Stall Schloßring 7, mit Halbwalmdach Schloßring 9 und 11, mit traufseitigem Satteldach das ehemalige Schulhaus Schloßring 13 aus dem 18. oder frühen 19. Jahrhundert, wieder mit vorgezogenem Satteldach Schloßring 15, im Kern wohl ein Blockbau des 18. Jahrhunderts; die Durchgangsstelle zwischen Schloßring 9, 11 und 13 markiert die Stelle eines früheren Toraufgangs zum Friedhof. Michael Wening hat in einem Stich von 1721 diese bis heute gültig gebliebene Zusammengehörigkeit von Kirche und Schloss anschaulich dargestellt. Nachdem das Schloss mit seinen Verwaltungsgebäuden in den Ort hineingewachsen ist, muss auch der im Westen und Norden vorgelegte Ortskern als Bestandteil des Ensembles bezeichnet werden. Aktennummer: E-2-77-118-1.

## Baudenkmäler nach Ortsteilen

### Ering
| Lage                                     | Objekt                                    | Beschreibung | Akten-Nr.              | Bild                         |
| ---------------------------------------- | ----------------------------------------- | --- | ---------------------- | ---------------------------- |
| Nähe Ering (Standort)                    | Wunderkapelle                             | Bau mit Putzgliederung, 18./19. Jahrhundert; mit Ausstattung; nordöstlich des Ortes an der Lindenallee | D-2-77-118-11 Wikidata | Wunderkapelle                |
| Nähe Sankt-Anna-Straße (Standort)        | Wegkapelle                                | Rundbau, 18. Jahrhundert; mit Ausstattung; am nördlichen Ausgang des Ortes | D-2-77-118-3 Wikidata  | Wegkapelle                   |
| Nähe Schloßring (Standort)               | Johannes von Nepomuk-Kapelle              | Bau mit Putzgliederung und großer Öffnung, von 1737–1770, 1897 erneuert, mit Ausstattung; im Schlossgarten | D-2-77-118-10 Wikidata | Johannes von Nepomuk-Kapelle |
| Römerstraße 2 (Standort)                 | Ehemalige Malzfabrik                      | mehrgliedriger Blankziegelbau, mächtiges viergeschossiges Tennengebäude, Darrenturm und weitere Funktionsbauten, 1896/97 nach den Plänen der Maschinenfabrik F. J. Sommer | D-2-77-118-53 Wikidata | Ehemalige Malzfabrik         |
| Römerstraße 14 (Standort)                | Kleinbauernhaus                           | zweigeschossiger Blockbau mit flach geneigtem Satteldach, z. T. verbrettert, Kernbau 1505 (dendro. dat.), An- und Umbauten spätes 16. Jahrhundert bis frühes 19. Jahrhundert | D-2-77-118-2 Wikidata  | Kleinbauernhaus              |
| Schloßring 1; Nähe Schloßring (Standort) | Schloss Ering                             | unregelmäßige Anlage mit fünf Trakten um den Herrschaftshof und vier Trakten um den Ökonomiehof, um 1725, Umbau um 1772 wohl von Leonhard Matthäus Gießl; Hauptbau zu drei Flügeln, dreigeschossig, mit Walmdach und Mittelrisalit vor der Hauptfassade; mit Ausstattung; Nebengebäude zweigeschossig, am Nordtrakt Pilasterportal; Brunnen im Herrschaftshof, bezeichnet 1787; eingefriedeter Schlosspark mit Springbrunnen, 18. Jahrhundert | D-2-77-118-4 Wikidata  | weitere Bilder               |
| Schloßring 6; Schloßring 8 (Standort)    | Ehemaliges Verwalterhaus                  | zum Schloss gehörig, zweigeschossiger Walmdachbau mit Traufkehle, 18. Jahrhundert | D-2-77-118-5 Wikidata  | Ehemaliges Verwalterhaus     |
| Schloßring 10 (Standort)                 | Gasthof Mayerwirt                         | dreigeschossiger klassizistischer Bau mit Halbwalmdach und Putzgliederungen, Mitte 19. Jahrhundert | D-2-77-118-6 Wikidata  | weitere Bilder               |
| Schloßring 17; Schloßring 19 (Standort)  | Katholische Pfarrkirche Mariä Himmelfahrt | stattlicher einschiffiger spätgotischer Tuffsteinquaderbau mit Südturm, Mitte 15. Jahrhundert, Anbau St.-Anna-Kapelle südlich am Langhaus, um 1525; mit Ausstattung; Kirchhofummauerung, Tuffquader, 15./16. Jahrhundert, in Resten erhalten; Priestergrabanlage, neugotisch, 1915; Kruzifix, 19. Jahrhundert, im südlichen Kirchhofteil. | D-2-77-118-7 Wikidata  | weitere Bilder               |
| Simbacher Straße 2 (Standort)            | Gasthof zum Steg                          | stattlicher traufseitiger Walmdachbau mit Zwerchhaus und Putzgliederungen, um Mitte 19. Jahrhundert | D-2-77-118-8 Wikidata  | Gasthof zum Steg             |
| Simbacher Straße 22 (Standort)           | Altes Spital                              | zweigeschossiger Walmdachbau, 1770, einbezogene katholische Spitalkapelle Hl. Dreifaltigkeit, mit Dachreiter, gleichzeitig; mit Ausstattung | D-2-77-118-9 Wikidata  | Altes Spital                 |

### Aich
| Lage              | Objekt      | Beschreibung                                                                                             | Akten-Nr.              | Bild           |
| ----------------- | ----------- | --- | ---------------------- | -------------- |
| Aich 1 (Standort) | Traidkasten | Zugehörig stattlicher Traidkasten, geständert über Remise, mit Traufschrot und Bemalung, bezeichnet 1767 | D-2-77-118-12 Wikidata | weitere Bilder |

### Bachhaus
| Lage                     | Objekt      | Beschreibung                                                   | Akten-Nr.              | Bild        |
| ------------------------ | ----------- | -------------------------------------------------------------- | ---------------------- | ----------- |
| Flur Bachhaus (Standort) | Feldkapelle | kleiner Massivbau, wohl 18. Jahrhundert; am östlichen Ortsrand | D-2-77-118-13 Wikidata | Feldkapelle |

### Bründl
| Lage                | Objekt                                  | Beschreibung                                                                                                 | Akten-Nr.              | Bild                                    |
| ------------------- | --------------------------------------- | --- | ---------------------- | --------------------------------------- |
| Bründl 1 (Standort) | Wohnhaus eines ehemaligen Vierseithofes | Blockbau mit Giebelschrot und flach geneigtem Satteldach, bezeichnet 1737, Erdgeschoss teilweise ausgemauert | D-2-77-118-14 Wikidata | Wohnhaus eines ehemaligen Vierseithofes |

### Dorf
| Lage              | Objekt    | Beschreibung                                                       | Akten-Nr.              | Bild      |
| ----------------- | --------- | ------------------------------------------------------------------ | ---------------------- | --------- |
| Dorf 4 (Standort) | Bildstock | Mauerpfeiler mit Nische, 1. Hälfte 19. Jahrhundert; südlich im Ort | D-2-77-118-15 Wikidata | Bildstock |

### Eglsee
| Lage                   | Objekt            | Beschreibung                                                       | Akten-Nr.              | Bild              |
| ---------------------- | ----------------- | ------------------------------------------------------------------ | ---------------------- | ----------------- |
| Nähe Eglsee (Standort) | Kleine Wegkapelle | Putzbau mit rundbogiger Öffnung, 1. Hälfte 19. Jahrhundert; am Inn | D-2-77-118-17 Wikidata | Kleine Wegkapelle |

### Entholz
| Lage                              | Objekt     | Beschreibung                                  | Akten-Nr.              | Bild       |
| --------------------------------- | ---------- | --------------------------------------------- | ---------------------- | ---------- |
| Mitterfeld bei Entholz (Standort) | Wegkapelle | Satteldachbau, erbaut 1820; östlich des Hofes | D-2-77-118-19 Wikidata | Wegkapelle |

### Frank
| Lage               | Objekt                         | Beschreibung                                                              | Akten-Nr.              | Bild                           |
| ------------------ | ------------------------------ | ------------------------------------------------------------------------- | ---------------------- | ------------------------------ |
| Frank 1 (Standort) | Bauernhaus eines Vierseithofes | Zweigeschossiger Blockbau mit flach geneigtem Satteldach, bezeichnet 1764 | D-2-77-118-20 Wikidata | Bauernhaus eines Vierseithofes |

### Grießer
| Lage                  | Objekt                  | Beschreibung | Akten-Nr.              | Bild                    |
| --------------------- | ----------------------- | --- | ---------------------- | ----------------------- |
| Grießer 14 (Standort) | Stattlicher Vierseithof | geschlossene Anlage des 19. Jahrhunderts; Wohnhaus, zweigeschossiger Satteldachbau mit Putzgliederung, 1844 (dendro.dat.), Dach erneuert; anschließend gemauerter Stalltrakt mit Gewölben, 1872 (dendro.dat.); Westflügel, Stadel, stattlicher, verbretterter Bau, teilweise gemauert, 1924 unter Verwendung der Hölzer des Vorgängerbaus von 1830 (dendro.dat.); Südflügel, Remise mit Troadboden; Ostflügel, Torbau mit Saustall und Getreidelager. | D-2-77-118-54 Wikidata | Stattlicher Vierseithof |
| Grießer 15 (Standort) | Rottaler Bauernhaus     | zweigeschossiger Blockbau mit zwei Giebelschroten und flach geneigtem Satteldach, Mitte 18. Jahrhundert | D-2-77-118-22 Wikidata | Rottaler Bauernhaus     |

### Heitzing
| Lage                  | Objekt      | Beschreibung | Akten-Nr.     | Bild        |
| --------------------- | ----------- | --- | ------------- | ----------- |
| Heitzing 1 (Standort) | Vierseithof | Wohnhaus, zweigeschossiger und verputzter Ziegelbau mit Satteldach und kleinem Holzbalkon über Eingang an der Hofseite, um 1870, über älterem Keller eines Vorgängerbaus; Remise, zweigeschossiger und verputzter Ziegelbau mit Satteldach und segmentbogigen Arkadenstellungen, Kapelle im Erdgeschoss, Schweizerwohnung mit kleinem Holzbalkon zum Hof im Obergeschoss, um 1870; Stallgebäude, zweigeschossiger und verputzter Ziegelbau mit Satteldach und segmentbogigen Öffnungen im Erdgeschoss, nach 1860; Stadel, zweitennige, verbretterte Ständerkonstruktion mit Halbwalmdach, teilweise ausgemauert, 1860; gemauerte Hofzufahrten mit Tor und Fußgängerpforte, beidseitig des Wohnhauses. | D-2-77-118-67 | Vierseithof |

### Hochstein
| Lage                   | Objekt                  | Beschreibung                                        | Akten-Nr.              | Bild                    |
| ---------------------- | ----------------------- | --------------------------------------------------- | ---------------------- | ----------------------- |
| Hochstein 1 (Standort) | Zugehöriger Traidkasten | Mit flach geneigtem Satteldach, 18./19. Jahrhundert | D-2-77-118-23 Wikidata | Zugehöriger Traidkasten |

### Jetzing
| Lage                 | Objekt              | Beschreibung                                                                             | Akten-Nr.              | Bild                |
| -------------------- | ------------------- | ---------------------------------------------------------------------------------------- | ---------------------- | ------------------- |
| Jetzing 1 (Standort) | Zugehörig Südflügel | massiv, abgewalmt, mit Toreinfahrt und gekehltem Traufgesims, 2. Viertel 19. Jahrhundert | D-2-77-118-24 Wikidata | Zugehörig Südflügel |

### Kirn
| Lage               | Objekt                             | Beschreibung | Akten-Nr.              | Bild                           |
| ------------------ | ---------------------------------- | --- | ---------------------- | ------------------------------ |
| Kirn 18 (Standort) | Bauernhaus eines Vierseithofes     | z. T. in Blockbau, im Kern 1. Drittel 19. Jahrhundert, Dach später; zugehörig freistehender Blockbau-Traidkasten mit flach geneigtem Satteldach, 2. Hälfte 18. Jahrhundert | D-2-77-118-25 Wikidata | Bauernhaus eines Vierseithofes |
| Kirn 20 (Standort) | Katholische Pfarrkirche St. Ulrich | einschiffiger spätgotischer Kirchenbau, erbaut um 1468, Langhausverlängerung und Westturm, 1883/85; mit Ausstattung                                                        | D-2-77-118-26 Wikidata | weitere Bilder                 |

### Kühstein
| Lage                  | Objekt     | Beschreibung | Akten-Nr.              | Bild       |
| --------------------- | ---------- | --- | ---------------------- | ---------- |
| Kühstein 9 (Standort) | Bauernhaus | stattlicher Massivbau mit Putzgliederung und Halbwalmdach, 2. Viertel 19. Jahrhundert; zugehörig großer Stallstadel, mit flach geneigtem Satteldach, gleichzeitig | D-2-77-118-28 Wikidata | Bauernhaus |

### Münchham
| Lage                        | Objekt                                | Beschreibung | Akten-Nr.              | Bild                           |
| --------------------------- | ------------------------------------- | --- | ---------------------- | ------------------------------ |
| Dorfstraße 2 (Standort)     | Ehemals Sägmühle                      | Gatter-Gebäude, Blockbau mit flach geneigtem Satteldach, 1768; zugehörig zu Vierseithof, 2020 Umnutzung als Wohngebäude | D-2-77-118-30 Wikidata | Ehemals Sägmühle               |
| Dorfstraße 15 (Standort)    | Ehemaliges Gasthaus                   | Breit gelagerter, zweigeschossiger Blockbau mit flach geneigtem Satteldach, 2. Hälfte 18. Jahrhundert                   | D-2-77-118-34 Wikidata | Ehemaliges Gasthaus            |
| Dorfstraße 22 (Standort)    | Katholische Pfarrkirche St. Mauritius | einschiffiger spätgotischer Tuffsteinquaderbau mit Westturm, um 1491/96, Turmerdgeschoss älter; mit Ausstattung         | D-2-77-118-35 Wikidata | weitere Bilder                 |
| Dorfstraße 34 (Standort)    | Bauernhaus eines Vierseithofes        | Blockbau-Obergeschoss mit Schroten und flach geneigtem Satteldach, 18. Jahrhundert                                      | D-2-77-118-37 Wikidata | Bauernhaus eines Vierseithofes |
| Pfarrhofstraße 5 (Standort) | Ehemaliger Pfarrhof                   | Zweigeschossiger Massivbau mit Halbwalmdach, erbaut 1804                                                                | D-2-77-118-32 Wikidata | Ehemaliger Pfarrhof            |

### Pettenau
| Lage                  | Objekt        | Beschreibung                                                                                     | Akten-Nr.              | Bild          |
| --------------------- | ------------- | ------------------------------------------------------------------------------------------------ | ---------------------- | ------------- |
| Pettenau 3 (Standort) | Wohnstallhaus | zweigeschossiger Blockbau mit Steildach, rückwärtiger Teil geziegelt, 3. Viertel 19. Jahrhundert | D-2-77-118-39 Wikidata | Wohnstallhaus |

### Pildenau
| Lage                   | Objekt                                           | Beschreibung | Akten-Nr.              | Bild           |
| ---------------------- | ------------------------------------------------ | --- | ---------------------- | -------------- |
| Pildenau 18 (Standort) | Katholische Filialkirche St. Johannes und Paulus | einschiffiger unverputzter Tuffquaderbau, Langhaus im Kern 13. Jahrhundert, spätgotisch überformt 1468; mit Ausstattung | D-2-77-118-42 Wikidata | weitere Bilder |

### Prenzing
| Lage                  | Objekt   | Beschreibung                                 | Akten-Nr.              | Bild     |
| --------------------- | -------- | -------------------------------------------- | ---------------------- | -------- |
| Prenzing 5 (Standort) | Kruzifix | Holz, gefasst, wohl 17. Jahrhundert; am Haus | D-2-77-118-43 Wikidata | Kruzifix |

### Sankt Anna
| Lage | Objekt                                | Beschreibung                                                                                                 | Akten-Nr.              | Bild           |
| --- | ------------------------------------- | --- | ---------------------- | -------------- |
| Nähe Sankt-Anna-Straße; Nähe Kirnbach; Von Sankt Anna nach Ering; Nähe Sankt Anna; Friedhofweg 9; Nähe Ering; Sankt-Anna-Straße 19; Sankt-Anna-Straße (Standort) | Kreuzwegstationen                     | 14 Tuffsteinsäulen mit gusseisernen Relieftafeln, z. T. ergänzt, 1919; an der Straße von Ering nach St. Anna | D-2-77-118-46 Wikidata | weitere Bilder |
| Sankt Anna 3 (Standort) | Katholische Wallfahrtskirche St. Anna | einschiffiger spätgotischer verputzter Tuffquaderbau mit westlichem Dachreiter, von 1520/21; mit Ausstattung | D-2-77-118-45 Wikidata | weitere Bilder |

### Unterhenhart
| Lage                         | Objekt  | Beschreibung                                                             | Akten-Nr.              | Bild    |
| ---------------------------- | ------- | ------------------------------------------------------------------------ | ---------------------- | ------- |
| Flur Unterhenhart (Standort) | Kapelle | Massivbau mit Zinnengiebel, erbaut 1895; mit Ausstattung; beim Einzelhof | D-2-77-118-49 Wikidata | Kapelle |

### Unternbüchl
| Lage                     | Objekt                       | Beschreibung                                                                     | Akten-Nr.              | Bild                         |
| ------------------------ | ---------------------------- | -------------------------------------------------------------------------------- | ---------------------- | ---------------------------- |
| Unternbüchl 1 (Standort) | Wohnhaus eines Vierseithofes | Blockbau-Obergeschoss 18. Jahrhundert, Dach um 1900 in der Firstrichtung gedreht | D-2-77-118-48 Wikidata | Wohnhaus eines Vierseithofes |

### Viehhausen
| Lage                                                                      | Objekt            | Beschreibung                                                                                           | Akten-Nr.              | Bild              |
| ------------------------------------------------------------------------- | ----------------- | --- | ---------------------- | ----------------- |
| Der alte Kößlarner Weg in der Flur Viehhausen; Nähe Viehhausen (Standort) | Kleine Wegkapelle | Quadratischer Bau mit Zeltdach, um 1800; nördlich des Ortes                                            | D-2-77-118-50 Wikidata | Kleine Wegkapelle |
| Veitlhub 1 (Standort)                                                     | Wegkapelle        | Rechteckiger Satteldachbau, 1. Hälfte 19. Jahrhundert; südlich von Viehhausen am Weg Richtung Veitlhub | D-2-77-118-51 Wikidata | Wegkapelle        |

### Zulehner
| Lage                  | Objekt        | Beschreibung                                                                                       | Akten-Nr.              | Bild          |
| --------------------- | ------------- | -------------------------------------------------------------------------------------------------- | ---------------------- | ------------- |
| Zulehner 1 (Standort) | Wohnstallhaus | zweigeschossiger Blockbau mit Giebelschrot, Mitte 17. Jahrhundert, Satteldach wohl später gesteilt | D-2-77-118-52 Wikidata | Wohnstallhaus |

## Ehemalige Baudenkmäler
In diesem Abschnitt sind Objekte aufgeführt, die früher einmal in der Denkmalliste eingetragen waren, jetzt aber nicht mehr. Objekte, die in anderem Zusammenhang – also z. B. als Teil eines Baudenkmals – weiter eingetragen sind, sollen hier nicht aufgeführt werden. Aktennummern in diesem Abschnitt sind ehemalige, jetzt nicht mehr gültige Aktennummern.

| Lage                     | Objekt         | Beschreibung                                                   | Akten-Nr.                     | Bild |
| ------------------------ | -------------- | -------------------------------------------------------------- | ----------------------------- | ---- |
| Büchl Büchl 5 (Standort) | Mitterstallbau | Wohnteil als zweigeschossiger Blockbau, bez. 1836, Dach später | nicht mehr vorhanden Wikidata | BW   |

## Abgegangene Baudenkmäler
In diesem Abschnitt sind Objekte aufgeführt, die früher einmal in der Denkmalliste eingetragen waren, jetzt aber nicht mehr existieren, z. B. weil sie abgebrochen wurden. Aktennummern in diesem Abschnitt sind ehemalige, jetzt nicht mehr gültige Aktennummern.

| Lage                           | Objekt     | Beschreibung | Akten-Nr.              | Bild       |
| ------------------------------ | ---------- | --- | ---------------------- | ---------- |
| Pettenau Pettenau 2 (Standort) | Wegkapelle | Satteldachbau mit Putzgliederung, 1. Viertel 19. Jahrhundert; mit Ausstattung (Objekt wegen Baufälligkeit abgebrochen, Ersatzbau ca. 40 m westlich vom alten Standort errichtet, siehe Bild) | D-2-77-118-41 Wikidata | Wegkapelle |